# Саньтай
Саньта́й (кит. упр. 三台, пиньинь Sāntái) — уезд городского округа Мяньян провинции Сычуань (КНР). Уезд назван в честь горы Саньтайшань.

## История
При империи Хань в 201 году до н. э. в этих местах был создан уезд Ци (郪县), названный так в честь реки Ци. При империи Суй он был преобразован в округ Цзичжоу (梓州), при империи Мин в 1376 году — в округ Тунчуань (潼川州). При империи Цин в 1734 году был создан уезд Саньтай.
В годы войны с Японией в уезд Саньтай был эвакуирован Северо-восточный университет, действовавший здесь в 1938—1946 годах.
В 1950 году в провинции Сычуань был образован Специальный район Мяньян (绵阳专区), которому, среди прочих, был подчинён и уезд Саньтай. В 1970 году он был преобразован в Округ Мяньян (绵阳地区). В 1985 году округ Мяньян был преобразован в городской округ Мяньян.

## Административное деление
Уезд Саньтай делится на 41 посёлок и 22 волости.